# Společnost s ručením omezeným
Společnost s ručením omezeným je jedna z forem obchodních společností, kterou lze v České republice za účelem podnikání založit. V Česku jde o nejrozšířenější formu podnikání, přičemž celosvětově se rovněž jedná o běžnou formu podnikání. Zákonem je považována za společnost kapitálovou, vykazuje však i některé rysy společnosti osobní a odbornou veřejností je tedy mnohdy považována za tzv. smíšenou společnost. Jejím statutárním orgánem, který je oprávněn společnost zastupovat, je jednatel. V českém právním řádu ji upravuje zákon č. 90/2012 Sb., o obchodních korporacích. Zkratka obchodní společnosti je s. r. o.
V roce 2022 existovalo v České republice 512 546 společností s ručením omezeným. Jejich počet ale každým rokem roste.

## Založení a vznik

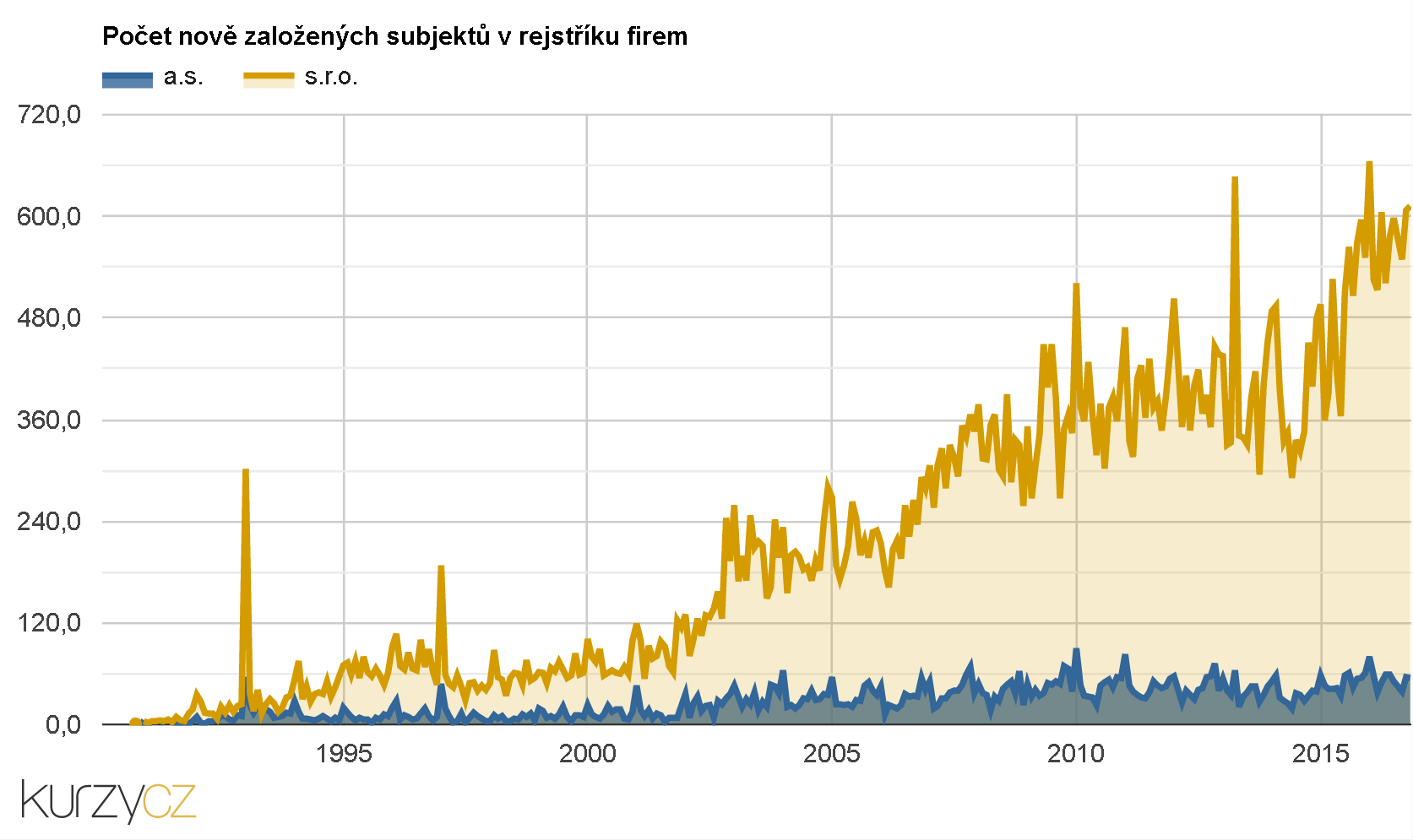
Počet nově založených obchodních společností ve Veřejném rejstříku

Společnost tohoto typu může založit jediný společník nebo více společníků. Obchodní firma společnosti musí obsahovat označení „společnost s ručením omezeným“ (nebo jako zkratku s. r. o. či spol. s r. o.). Minimální vklad společníka, a tudíž i minimální výše základního kapitálu společnosti, je 1 Kč. Společnost je založena v okamžiku, kdy se všichni její společníci dohodnou na obsahu společenské smlouvy a podepíší ji u notáře, avšak vzniká až okamžikem zápisu do obchodního rejstříku.
Do podání návrhu na zápis do obchodního rejstříku musí být splaceny všechny nepeněžité vklady, vkladové ážio a na každý peněžitý vklad nejméně jeho 30 %. Pokud je vklad nepeněžitý (tj. nemovité věci, akcie, auta atd.), musí jej ocenit soudní znalec. Nepeněžitým vkladem nesmí být práce nebo služby. Před vznikem společnosti přijímá a spravuje vklady správce vkladů, jmenovaný společenskou smlouvou.
Společnost bez ohledu na den svého založení vznikne až zápisem do obchodního rejstříku. Mezi založením a vznikem ještě nemá právní osobnost, některé úkony (např. založení účtu, nájemní smlouva) však může učinit již před zápisem.
Alternativní možností založení společnosti, je koupě tzv. „ready-made“ společnosti neboli předzaložené společnosti. Jedná se o firmu, která je zapsaná v obchodním rejstříku, má název, sídlo, jednatele, identifikační číslo a také plně splacený základní kapitál. Společnost však nevyvíjí žádnou obchodní činnost, byla založena pouze za účelem prodeje konečnému zákazníkovi.

## Právní odpovědnost
Společnost odpovídá za porušení svých závazků celým svým majetkem, společníci pak společně a nerozdílně ručí za závazky společnosti jen do výše, v jaké nesplnili vkladové povinnosti podle stavu zapsaného v obchodním rejstříku v době, kdy byli věřitelem vyzváni k plnění. Ručí tedy i společník, který svou část vkladu již splatil, jestliže zbylí společníci ještě nesplatili svoje vklady. Zaplacením kterémukoliv z věřitelů ručení nezaniká ani se nesnižuje jeho rozsah. Zápisem splacení všech vkladů do obchodního rejstříku ručení společníků zaniká. Jednatelé mají povinnost jednat s péčí řádného hospodáře a s uvážením všech jim známých a dostupných informací.

## Orgány společnosti
- Valná hromada – nejvyšší orgán společnosti. Členy valné hromady jsou všichni společníci (tedy majitelé, vlastníci). Svolává ji jednatel společnosti nejméně jedenkrát ročně[14] a do její působnosti patří např. rozhodování o změně společenské smlouvy, změně základního kapitálu, o připuštění nepeněžitého vkladu, volba a odvolání jednatele a dozorčí rady (byla-li zřízena), dále valná hromada schvaluje například rozdělení zisku, účetní závěrku atd.[15] V jednočlenné společnosti vykonává působnost valné hromady její společník.[16]
- Jednatelé – statutárním orgánem společnosti jsou jeden nebo více jednatelů. Jednateli přísluší obchodní vedení společnosti.[17] Jednatelé jsou uvedeni v obchodním rejstříku.[18]
- Dozorčí rada – tento nepovinně vytvářený orgán dohlíží na činnost jednatelů, kontroluje účetní dokumentaci, jednou ročně předkládá zprávu o své činnosti valné hromadě.

## Společníci a jejich postavení
V postavení společníků se akcentuje kapitálová povaha, nikoli osobní povaha. Rozsah práv a povinností je nerovný, řídí se majetkovou účastí společníků na společnosti.

### Vznik členství ve společnosti s ručením omezeným
- Originární – zakladatelé a přistupující osoby, členství vzniká:
  1. uzavřením společenské smlouvy;
  2. vydáním zakladatelské listiny jedním zakladatelem;
  3. při zvýšení základního kapitálu společnosti.[19]

- Derivativní – při převodu obchodního podílu nebo přechodu obchodního podílu, členství vzniká:
  1. převodem obchodního podílu smlouvou nebo rubopisem na kmenovém listu;[20]
  2. děděním obchodního podílu;[21]
  3. univerzálním právním nástupnictvím po zaniklé právnické osobě, která byla společníkem;[22]
  4. převodem uvolněného podílu v ostatních případech.[23]

### Práva společníků
- Právo na podíl na zisku[24]

Základní podmínkou je, že společnost musí nějaký zisk vytvořit. Rozhodnutí o užití zisku, který s.  r.  o. vytvořila, náleží do působnosti valné hromady. Podíl na zisku se mezi společníky dělí podle velikosti obchodních podílů společníků (lze sjednat jinak). Podíl na zisku je splatný do 3 měsíců od rozhodnutí valné hromady o jeho rozdělení. Zálohu na výplatu podílu na zisku lze vyplácet jen na základě mezitímní účetní závěrky, ze které vyplyne, že obchodní korporace má dostatek prostředků na rozdělení zisku.
- Právo na vypořádací podíl[25]

Zatímco právo na likvidační podíl nastupuje při zániku společnosti, právo na vypořádací podíl vzniká ve fázi trvající existence společnosti, jestliže některý ze společníků opouští společnost bez právního nástupce, resp. přechází-li uvolněný podíl na společnost. Zaniká-li účast společníka na společnosti jinak než převodem obchodního podílu, tedy zaniká-li smrtí fyzické osoby (v případě, že společenská smlouva vyloučila přechod obchodního podílu na dědice), zánikem právnické osoby (v případě, že společenská smlouva vyloučila přechod obchodního podílu), vyloučením společníka (kaduční řízení, soudní řízení, konkurs, exekuce), vystoupením společníka (§ 164, § 202 a § 207 odst. 3 ZOK), zrušením účasti společníka soudem (§ 205). Výše vypořádacího podílu se odvozuje od hodnoty, resp. odhadu hodnoty obchodní korporace a poměru, kterým se společník na hodnotě podílel.
- Právo na podíl na likvidačním zůstatku[27]

Podíl na likvidačním zůstatku náleží společníkovi, zaniká-li obchodní korporace s likvidací. Likvidační podíl se rozdělí mezi společníky nejprve do výše, v jaké splnili svou vkladovou povinnost. Nestačí-li likvidační zůstatek na toto rozdělení, podílejí se společníci na likvidačním zůstatku v poměru k výši svých splacených či vnesených vkladů. Neměl-li žádný ze společníků vkladovou povinnost, rozdělí se likvidační zůstatek mezi společníky rovným dílem.
- Právo podílet se na řízení společnosti[28]

S. r. o. jako kapitálová společnost má zvláštní strukturu orgánů, nevylučuje manažerské řízení prostřednictvím nespolečníka, jednateli tak mohou být společníci, nebo jiné osoby – jednatelé mohou být jmenování společenskou smlouvou nebo valnou hromadou. Proto není právem společníka být jednatelem či členem jiného orgánu společnosti (kromě valné hromady). Právo podílet se na řízení společnosti uskutečňuje společník prostřednictvím své účasti na valné hromadě. Úprava organizace a hlasování je stanovena ve společenské smlouvě (podle zákona připadá jeden hlas na 1 Kč vkladu společníka, ledaže společenská smlouva stanoví jinak). Pozastavení hlasovacích práv nastává např. pokud se dotýká hlasování společníka (např. rozhoduje se o jeho vyloučení či o jeho odvolání z funkce orgánu společnosti).
- Právo na informace[29]

Právo žádat od jednatelů informace o společnosti, nahlížet do dokladů společnosti, kontrolovat údaje obsažené v předložených dokladech a další práva určená společenskou smlouvou. Právo kontrolovat doklady společnosti mají společníci sami či skrze svého zástupce, bude-li tento zástupce zavázán alespoň ke stejné mlčenlivosti jako společník a společnosti tuto skutečnost doloží. Mlčenlivost může být doložena smlouvou nebo skutečností, že zástupce je k mlčenlivosti vázán ze zákona (např. advokát, daňový poradce).
- Právo na společnickou žalobu[30]

Společník může v zákonem vymezených případech podat žalobu proti členovi orgánu společnosti (jednatel, člen dozorčí rady), ve skutečnosti však nejde o žalobu společníka, ale jenom o žalobu podanou společníkem jménem společnosti (žaloba ut singuli). Žaloba se uplatní především v případech, kdy jednatel či člen dozorčí rady svým jednáním v rozporu s povinností péče řádného hospodáře způsobil společnosti újmu. Dle § 4 odst. 1 ZOK dochází k obrácení důkazního břemene, takže žalovaná osoba musí prokázat, že se nedopustila protiprávního jednání, ledaže soud rozhodne, že to po ní nelze spravedlivě požadovat.
- Minoritní práva[31]

Ochrana menšiny se vztahuje na společníky, kteří mají vklady ve výši minimálně 10 % základního kapitálu. Mají právo požádat jednatele o svolání valné hromady. V případě, že ke svolání valné hromady nedojde do jednoho měsíce, mohou ji svolat sami.

### Povinnosti společníků
- Vkladová povinnost[32]

Výši vkladové povinnosti společníků zákon nestanoví, je tedy věcí společenské smlouvy, aby určila, jak velký vklad musí do společnosti společníci vnést. Nepeněžitý vklad musí být do společnosti vnesen před jejím vznikem (zápisem do obchodního rejstříku), peněžitý vklad musí společník splatit ve lhůtě stanovené společenskou smlouvou, nejpozději však do 5 let ode dne vzniku společnosti nebo od převzetí vkladové povinnosti za trvání společnosti.

Je-li společník v prodlení se splácením peněžitého vkladu, uhradí společnosti úrok ve výši dvojnásobku sazby úroku z prodlení stanovené nařízením vlády, neurčí-li společenská smlouva jinak.

Společník nesmí po dobu prodlení s plněním vkladové povinnosti vykonávat hlasovací právo a k jeho hlasu se nepřihlíží při zjištění usnášeníschopnosti.

Vedle možnosti požadovat úrok z prodlení může společnost přistoupit i k vyloučení společníka v tzv. kadučním řízení. O vyloučení rozhoduje valná hromada alespoň dvoutřetinovou většinou hlasů. Před rozhodováním o vyloučení musí být společník vyzván ke splnění vkladové povinnosti a musí mu být poskytnuta přiměřená lhůta.
- Příplatková povinnost[34]

Tuto povinnost může stanovit společenská smlouva, na jejímž základě musí rozhodnout valná hromada nebo může jít o rozhodnutí společníka se souhlasem jednatele, i když tak nestanoví společenská smlouva. Slouží k tvorbě vlastního kapitálu, to znamená, že společník svým příplatkem přináší společnosti další zdroj financování, aniž by tento příplatek měl vliv na výši společníkova vkladu nebo na výši základního kapitálu. Jestliže společenská smlouva umožňuje stanovit příspěvky, musí také určit, jakou výši nesmí příplatky ve svém souhrnu překročit.

Společník, který pro příplatkovou povinnost nehlasoval, nemůže příplatkovou povinnost odmítnout, ale má právo vystoupit ze společnosti ohledně podílu, na který je příplatková povinnost vázána, avšak pouze tehdy, pokud již zcela splnil svou vkladovou povinnost spojenou s tímto podílem. Vystoupením ze společnosti jeho příplatková povinnost zanikne. 

Prodlení se splácením příplatků má stejné následky jako při prodlení se splácením vkladů, tedy i možnost, že v případě nesplnění povinnosti může být společník ze společnosti vyloučen v kadučním řízení.
- Zákaz konkurence[35]

Zákon omezuje působení jednatele ve společnostech s obdobným předmětem činnosti. Společenská smlouva může určit, že se zákaz konkurence vztahuje i na společníky.
- Povinnost loajality[36]

Povinností společníka je chovat se ke společnosti čestně a zachovávat její vnitřní řád (zejména společenskou smlouvu).

### Kmenový list
Stanoví-li tak společenská smlouva, může účast společníka ve společnosti a práva a povinnosti z této účasti plynoucí představovat kmenový list, cenný papír, který má podobnou funkci, jako akcie u akciové společnosti.

## Dějinný vývoj
Společnost s ručením omezeným byla poprvé uzákoněna jako forma obchodní společnosti v Německu roku 1892. Pod německým vlivem byl v Rakousku přijat 6. března 1906 zákon č. 58/1906 ř. z. o společnostech s ručením omezeným, který platil i v Československu až do roku 1950, kdy společnost s ručením omezeným přestala v Československu existovat; v Rakousku tento zákon platí dodnes. Společnost s ručením omezeným se do československého právního řádu vrátila až novelou hospodářského zákoníku roku 1990. Dnes je upravena zákonem o obchodních korporacích, obecné záležitosti týkající se právnické osoby pak občanským zákoníkem. V Portugalsku byla společnost s ručením omezeným upravena zákonem v roce 1917, v Brazílii v roce 1919, v Chile v roce 1923, ve Francii v roce 1925, v Belgii v roce 1935. Na Slovensku byla společnost s ručením omezeným uzákoněna rozšířením územní působnosti zákona č. 58/1906 ř. z. v roce 1920.

## Změny ve světle zákona o obchodních korporacích
Způsob zakládání a chod společnosti s ručením omezeným zásadním způsobem změnil zákon o obchodních korporacích, který je účinný od 1. ledna 2014. Zákon odstranil povinnost vytvoření základního kapitálu ve výši 200 000 Kč, namísto něj zavedl minimální vklad ve výši 1 Kč (§ 142 ZOK). Další významnou změnou je možnost vytvořit více druhů podílů, se kterými je spjato více druhů práv a povinností. Podíly je také možné vtělit do volně převoditelného cenného papíru – kmenového listu. Jednatelem může být nově také právnická osoba. Byla zrušena povinnost zřizovat rezervní fond.

## Označení entity v jiných jazycích
| Stát                                         | Název subjektu                                       | Zkratka              |
| -------------------------------------------- | ---------------------------------------------------- | -------------------- |
| USA                                          | Limited liability company                            | LLC                  |
| USA                                          | Privately held company                               |                      |
| Spojené království                           | Private company limited by shares                    | Ltd.                 |
| Indie                                        | Private company limited by shares                    | Ltd.                 |
| Hongkong                                     | Private company limited by shares                    | Ltd.                 |
| Irsko                                        | Private company limited by shares                    | Ltd.                 |
| Nizozemsko                                   | Besloten vennootschap met beperkte aansprakelijkheid | bv                   |
| Belgie                                       | Besloten vennootschap met beperkte aansprakelijkheid | bvba                 |
| Belgie                                       | Société privée à responsabilité limitée              | SPRL                 |
| Lucembursko                                  | Société à responsabilité limitée                     | S.à r.l.             |
| Francie                                      | Société à responsabilité limitée                     | SARL                 |
| Tunisko                                      | Société à responsabilité limitée                     | SARL                 |
| Švýcarsko                                    | Société à responsabilité limitée                     | SARL                 |
| Società a garanzia limitata                  |                                                      |                      |
| Gesellschaft mit beschränkter Haftung        | GmbH / GesmbH / Ges.m.b.H.                           |                      |
| Gesellschaft mit beschränkter Haftung        | GmbH / GesmbH / Ges.m.b.H.                           | Rakousko             |
| Gesellschaft mit beschränkter Haftung        | GmbH / GesmbH / Ges.m.b.H.                           | Německo              |
| Unternehmergesellschaft (haftungsbeschränkt) | UG (haftungsbeschränkt)                              |                      |
| Česko                                        | Společnost s ručením omezeným                        | s.r.o., spol. s r.o. |
| Slovensko                                    | Spoločnosť s ručením obmedzeným                      | s.r.o., spol. s r.o. |
| Maďarsko                                     | Korlátolt felelősségű társaság                       | kft.                 |
| Polsko                                       | Spółka z ograniczoną odpowiedzialnością              | sp. z o.o.           |
| Chorvatsko                                   | Društvo s ograničenom odgovornošću                   | d.o.o.               |
| Bosna a Hercegovina                          | Društvo s ograničenom odgovornošću                   | d.o.o.               |
| Srbsko                                       | Društvo s ograničenom odgovornošću                   | d.o.o.               |
| Severní Makedonie                            | Društvo so ograničena odgovornost                    | d.o.o.               |
| Slovinsko                                    | Družba z omejeno odgovornostjo                       | d.o.o.               |
| Španělsko                                    | Sociedad de responsabilidad limitada                 | SRL                  |
| Mexiko                                       | Sociedad de responsabilidad limitada                 | SRL                  |
| Peru                                         | Sociedad de responsabilidad limitada                 | SRL                  |
| Argentina                                    | Sociedad de responsabilidad limitada                 | SRL                  |
| Chile                                        | Sociedad de responsabilidad limitada                 | SRL                  |
| Kolumbie                                     | Sociedad de responsabilidad limitada                 | SRL                  |
| Itálie                                       | Società a responsabilità limitata                    | SRL / srl.           |
| Portugalsko                                  | Sociedade de responsabilidade limitada               | Lda.                 |
| Brazílie                                     | Sociedade limitada                                   | Ltda., Lda.          |
| Rusko                                        | Общество с ограниченной ответственностью             | ООО                  |
| Dánsko                                       | Anpartsselskab                                       | ApS                  |
| Švédsko                                      | Privat aktiebolag                                    | AB                   |
| Vietnam                                      | Công ty trách nhiệm hữu hạn                          | Ty TNHH              |
| Finsko                                       | (Yksityinen) osakeyhtiö                              | OY                   |
| Austrálie                                    | Proprietary limited company                          | Pty Ltd              |
| Malajsie                                     | Syarikat Sendirian Berhad                            | Sdn Bhd              |
| Singapur                                     | Private limited company                              | Pte Ltd              |
| Estonsko                                     | Osaühing                                             | OÜ                   |
| Lotyšsko                                     | Sabiedrība ar ierobežotu atbildību                   | SIA                  |
| Litva                                        | Uždaroji akcinė bendrovė                             | UAB                  |
| Uzbekistán                                   | Masuliyati Cheklangan Jamiyat                        | MCHJ                 |
| Rumunsko                                     | Societate cu Răspundere Limitată                     | SRL                  |
| Bulharsko                                    | Дружество с ограничена отговорност                   | ДОО                  |
| Ukrajina                                     | Товариство з обмеженою відповідальністю              | ТОВ                  |
| Albánie                                      | Shoqëria Me Përgjegjësi Të Kufizuar                  | shpk                 |